# Paula Reggiardo
Paula Alejandra Reggiardo (San Martín, 31 agosto 1984) è una cestista argentina.

## Carriera
Con l'Argentina ha disputato i Campionati mondiali del 2010 e tre edizioni dei Campionati americani (2009, 2011, 2013).